# Butan-2-ol
2-butanol, systematický název butan-2-ol je alifatický alkohol, jeden z izomerů butanolu. Vyrábí se ve velkém množství, hlavně jako prekurzor průmyslového rozpouštědla ethylmethylketonu. Je chirální a tak existuje ve dvou stereoizomerech označovaných (R)-(−)-butan-2-ol a (S)-(+)-butan-2-ol. Většina používaného 2-butanolu je racemická směs těchto izomerů.

## Výroba
Butan-2-ol se průmyslově vyrábí hydratací but-1-enu nebo but-2-enu (katalyzátorem je kyselina sírová):
V laboratoři jej lze připravit reakcí ethylmagnesiumbromidu s acetaldehydem v diethyletheru nebo tetrahydrofuranu.

## Použití
2-butanol se používá jako rozpouštědlo, ovšem častěji se převádí na butanon, který je používán jako průmyslové rozpouštědlo.